# Port lotniczy Altenburg-Nobitz
Port lotniczy Lipsk-Altenburg (Leipzig-Altenburg Airport) – port lotniczy położony 5 km na południowy wschód od Altenburga, 42 km na południe od Lipska. Jest drugim co do wielkości portem lotniczym w Turyngii. W 2007 obsłużył 139 593 pasażerów.

## Linie lotnicze i połączenia
Od czasu zakończenia lotów przez linie lotniczr Ryanair w 2011 r. nie ma regularnych połączeń do i z lotniska Lipsk – Altenburg. Najbliższe lotniska międzynarodowe to lotnisko Erfurt-Weimar i lotnisko Lipsk/Halle.